# Mac OS 8
Mac OS 8 är ett operativsystem för Macintosh-datorer från Apple som släpptes den 26 juli 1997. Den ersatte System 7. Många nyheter i systemet härrörde från det ambitiösa men misslyckade försöket att ur Mac OS skapa ett helt nytt, modernt operativsystem – "Copland".

## Mac OS 8-versioner
| Version | Releasedatum    | Förändringar                                            | Dator              | Kodnamn              | Pris                  |
| ------- | --------------- | ------------------------------------------------------- | ------------------ | -------------------- | --------------------- |
| 8.0     | 26 juli 1997    | Första releasen                                         | Power Macintosh G3 | Tempo                | 99 amerikanska dollar |
| 8.1     | 19 januari 1998 | Filsystemet HFS+                                        | iMac (Bondi Blue)  | Bride of Buster      | Gratis uppdatering    |
| 8.5     | 17 oktober 1998 | Endast PPC, Sherlock, teman, ikoner med 32-bitarsfärger | iMac (Bondi Blue)  | Allegro              | 99 amerikanska dollar |
| 8.5.1   | 7 december 1998 | Åtgärder för krascher, minnesläckor och dataförluster   | iMac (5 färger)    | The Ric Ford Release | Gratis uppdatering    |
| 8.6     | 10 maj 1999     | Ny nanokärna för att stöda Multiprocessing Services 2.0 | iBook              | Veronica             | Gratis uppdatering    |
| Version | Releasedatum    | Förändringar                                            | Dator              | Kodnamn              | Pris                  |

## Påskägg
Om du befinner dig i Apple-menyn vid "Om den här datorn" och håller ned Control-, Alt och Command-tangenten samtidigt ändras texten till "Om Mac OS-teamet".